# گون (خواننده)
گوئنت لاگونو آپولی (انگلیسی: Gweneth Llaguno Apuli؛ زادهٔ ۱۹ ژوئن ۲۰۰۳) که به‌طور حرفه‌ای با نام گون (Gwen) شناخته می‌شود، خواننده و رقصنده اهلفیلیپین است. او یکی از اعضای گروه دخترانه بینی است.

## اوایل زندگی و تحصیلات
گوئن آپولی زادهٔ ۱۹ ژوئن ۲۰۰۳ در آلبای، فیلیپین است و کوچکترین فرزند از میان پنج خواهر و برادر و تنها دختر خانواده است. زمانیکه چهار ساله بود، پدرش فوت کرد.
گون از سن سه سالگی شروع به خواندن کرد. او همچنین برای بهبود مهارت‌های خود در خوانندگی در ورک‌شاپ‌های صدا ثبت نام کرد. او همچنین در رویدادهای گوناگونی اجرا کرد و در مسابقات زیبایی شرکت کرد. او در سال ۲۰۱۹، نایب قهرمان مسابقه زیبایی در آلبای، فیلیپین شد.